# Chiasso
Chiasso é uma comuna da Suíça, no Cantão Tessino, com cerca de 7992 habitantes. Estende-se por uma área de 5.3 km², de densidade populacional de 1508 hab/km². Confina com as seguintes comunas: Balerna, Cavallasca (IT-CO), Como (IT-CO), Drezzo (IT-CO), Morbio Inferiore, Novazzano, Parè (IT-CO), Ronago (IT-CO), Vacallo.
A língua oficial nesta comuna é o Italiano.
Chiasso foi palco do primeiro duelo da história entre os rivais Inter e Milan. 